# Кто смеётся последним?
«Кто смеётся последним?» — советская сатирическая чёрно-белая кинокомедия, снятая на киностудии «Беларусьфильм» в 1954 году режиссёром В. В. Корш-Саблиным.
Экранизация одноимённой пьесы 1939 года, написанной белорусским драматургом Кондратом Крапивой.
Сатира на то, что блат, полезные связи и знакомства с «нужными» людьми, умение вовремя «поддакнуть» руководителю, порой важнее таланта, порядочности и образованности.

## Сюжет
Фильм повествует об ученом Туляге, рассказывающем коллегам историю о том, как один человек на улице принял его за белогвардейца Подгаецкого, в результате чего Туляга испугался и попросил коллег молчать об этом. Но, как оказалось, их подслушал сплетник Зёлкин, который впоследствии передал эту информацию директору института, невежде, по блату получившему эту должность, Горлохватскому. Зёлкин также распространяет слухи о том, что новая работа Черноуса, который критиковал Зёлкина, получила отрицательные отзывы. Директор решает использовать ситуацию в личных целях. Но хорошо смеется тот, кто смеется последним.

## В ролях
- Леонид (Леон) Рахленко — Александр Петрович Горлохватский, директор института
- Глеб Глебов — Никита Симонович Туляга, научный сотрудник
- Владимир Владомирский — Александр Петрович Черноус, профессор
- Лилия Дроздова — Вера Михайловна, научный сотрудник
- Иван Шатилло — Леванович, секретарь парторганизации
- Борис Платонов — Зёлкин, научный сотрудник
- Зинаида Броварская — Зина Зёлкина, секретарь
- Лидия Ржецкая — Тётя Катя, уборщица
- Генрих Григонис — Никифор, дворник
- Павел Молчанов — Николай Васильевич Аникеев, профессор

## Съёмочная группа
- Автор сценария: Кондрат Крапива
- Режиссёры: Владимир Корш-Саблин, Владимир Стрельцов[1]
- Оператор-постановщик: Александр Гинцбург
- Композитор: Дмитрий Каминский
- Художники-постановщики: Евгений Ганкин, Армен Григорьянц